# Exocentrus albosignatus
Exocentrus albosignatus är en skalbaggsart som beskrevs av Pierre Lepesme och Stefan von Breuning 1953. Exocentrus albosignatus ingår i släktet Exocentrus och familjen långhorningar. Inga underarter finns listade i Catalogue of Life.